# Anna Auředniček

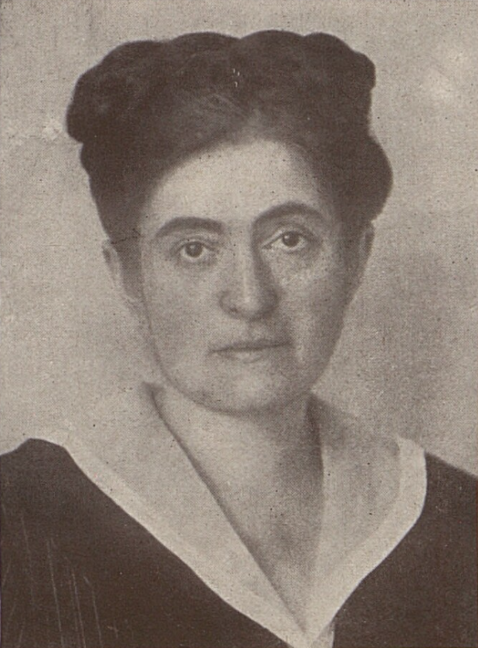
Anna Auředníčková 1927

Anna Auředniček (tschechisch Anna Auředníčková, geborene Anna Schik, auch Schicková; * 22. Januar 1873 in Prag; † 19. Juli 1957 in Prag) war eine tschechische Schriftstellerin, Übersetzerin, tschechisch-österreichisch-deutsche Kulturvermittlerin und Aktivistin der Frauenbewegung.

## Leben
Die Tochter des tschechischen Juristen und Journalisten Ignaz/Ignác Schick und dessen Frau Růžena erwarb erst an der Volksschule für Knaben und Mädchen in der Prager Neustadt, wo auch Rilke Schüler war, und dann an einer privaten höheren Mädchenschule in Dresden eine für diese Zeit ungewöhnlich gute Schulbildung. Sie lernte Französisch und Englisch und bildete sich dann bei Gelehrten in Prag fort. Seit 1891 mit dem Rechtsanwalt Zdenko Auředníček verheiratet, lebte sie bis 1901 in Kuttenberg und bekam zwei Kinder, den Sohn Zdenko (* 1892) und die Tochter Anna (* 1902).
Ihr Mann war als Verteidiger im antisemitischen Prozess gegen Hilsner beteiligt und zog danach wegen der Anfeindungen und dem Verlust von Klienten mit der Familie nach Wien um. Die Familie Auředniček bildete dort nach 1902 einen der Treffpunkte für tschechische Politiker und Schriftsteller. Anna und ihr Mann förderten Veröffentlichungen von tschechischen Schriftstellern, vermittelten Vorträge und nahmen intensiv an der Gestaltung des Kulturlebens der Wiener Tschechen teil.
In Wien begann Anna erst aus dem Französischen und Englischen ins Deutsche zu übertragen und übersetzte dann Romane, Kurzgeschichten, Feuilletons und Sachartikel aus dem Tschechischen ins Deutsche. Zu den von ihr übersetzten Autorinnen und Autoren gehörten Ignát Herrmann, Jan Svatopluk Čech, Alois Jirásek, die Brüder Alois und Vilém Mrštík, Jan Neruda, Ladislav Stroupežnický, Alois Jirásek, Jaroslav Vrchlický, Karel Matěj Čapek-Chod, Vojtěch Rakous, Božena Viková-Kunetická, Emil Vachek, Josef K. Slejhar, Gabriela Preisová, Růžena Svobodová, Anna Maria Tilschová, Karel Elgart-Sokol, Viktor Dyk, František Langer, Jan Vrba, Karel Čapek, Benjamin Klička, Josef Kopta, Jiří Wolker, Jaromír John und Eduard Bass. Durch ihre vielen Übersetzungen, vor allem in Zeitungen und Journalen, trug sie sowohl in Österreich wie in Deutschland und der Schweiz zur Verbreitung der tschechischen Kultur bei. Mit ihrem Band Dreissig tschechische Erzähler legte sie 1932 eine der wenigen Anthologien zur modernen tschechischen Literatur in deutscher Sprache vor, wobei sie auch tschechische Schriftstellerinnen einbezog. Während ihrer Zeit als Vermittlerin und Auslandstschechin wurde ihr 1928 – zusammen mit der tschechisch-kroatischen Schauspielerin Marie Růžičková-Strozzi – als erster und für Jahrzehnte einziger Tschechin der tschechoslowakische Orden des Weißen Löwen (5. Klasse) verliehen.
Neben ihrem sozialen und karitativen Engagement bei der Matice česká oder beim Roten Kreuz war Anna in ihrer Wiener Zeit in der Frauenbewegung im europäischen Rahmen aktiv. Sie war Mitglied von tschechischen und österreichischen Frauen- und Schriftstellerinnenvereinen, der Women’s International League for Peace and Freedom und der Federation of International Working Women.
Mit dem Anschluss Österreichs an das nationalsozialistische Deutschland übersiedelte die Familie nach Prag. 1942 wurde Anna aufgrund ihrer Herkunft in das Ghetto Theresienstadt deportiert, wo sie als Krankenpflegerin wirkte. Ihre Erinnerungen an die Internierung in Theresienstadt Tři léta v Terezíně gehören zu den frühesten publizierten Werken dieser Thematik. Nach 1945 arbeitete sie wieder als Übersetzerin. Bis 1948 war sie auch Journalistin und Radiosprecherin in Prag.

## Schriften
- (Herausgeberin:) Dreissig tschechische Erzähler. Darmstadt: Darmstädter Verlag, 1932, 261 S.; 2. Aufl. Darmstadt 1933, 246 S. [mit übersetzten Texten von Jan Neruda, Jan Svatopluk Čech, Ladislav Stroupežnický, Alois Jirásek, František Herites, Jaroslav Vrchlický, Ignát Herrmann, Gabriela Preissová, Vojtěch Rakous, Božena Viková-Kunetická, Vilem Mrstik, Josef K. Slejhar, Růžena Svobodová, Josef Jahoda, Maria Ann Tilschová, K. Elgart-Sokol, Viktor Dyk, Helena Maliřová, Marie Majerová, Jaromír John, Jaroslav Durych, Jarmila Hasková, Eduard Bass, Frantisek Langer, Jan Vrba, Karel Čapek, Frantisek Kubka, Josef Kopta, Benjamin Klicka, Jiří Wolker].
- Tři léta v Terezíně [Drei Jahre in Theresienstadt]. Praha: Alois Hynek, 1945, 114 S.

Übersetzungen aus dem Tschechischen in Deutsche (in Auswahl)
- Ignát Herrmann: Ausgewählte Geschichten. Prag: J. Otto, 1908, 343 S. (Slawische Romanbibliothek, Band 10).
- Karel Čapek: Das Absolutum oder die Gottesfabrik. Roman. Berlin: Verlag Die Schmiede, 1924, 205 S. (tschechisches Original: Továrna na absolutno. Brno: Polygrafie, 1922, 219 S.).
- Ernst Pisko: Jak se čtou české noviny? / Wie liest man eine tschechische Zeitung? Leipzig, Wien, Berlin: Steyrermühl-Verlag 1935, 95 S. (Zwei-Sprachen-Bücherei Nr. 24).
- Emil Vachek: Die Hühnersteige. Roman. Zürich, Wien, Prag: Büchergilde Gutenberg 1935, 270 S. (tschech. Original: Bidýlko. Humoristický román. Praha: Družsteví práce, 1927, 400 S.).
- Charlotte Masaryk, ein Gedenkbuch. Wien: Montsalvat-Verlag Weidmann & Co., 1936, 181 S.
- Emil Vachek: Der Mann an der Grenze. Roman. Wien: Ullstein 1947, 307 S. (tschechisches Original: Čtyřicetiletý. Román tragikomický. Praha: Sfinx, 1930, 349 S.).
- Emil Vachek: Der Krug geht solange zum Brunnen ... Roman. Wien: Wiener Volksbuchverlag, 1948, 373 S. (tschechisches Original: Až se ucho utrhne ... Humoristický román. Praha: Kvasnička a Hampl, 1940, 404 S.).
- František Běhounek: Meuterei auf der „Bounty“ und andere Robinsonaden. Wien: Carl Ueberreuter, 1949, 271 S. (tschechisches Original: Kniha Robinsonů. Osudy slavných trosečníků. Praha: Toužimský a Moravec, 1944, 338 S.).
- Václav Jelínek: Und wer ist mehr? Lustspiel in 6 Bildern. Praha: Dillia 1952, 86 S. (tschech. Original: A kdo je víc? Hornická veselohra o 6 obrazek. Praha: Práce, 1949, 66 S.).

Übersetzungen aus dem Deutschen ins Tschechische (in Auswahl)
- Lion Feuchtwanger: Lišky na vinici [Die Füchse im Weinberg]. Praha: Československý spisovatel, 1954, 652 S. (deutsches Original: Waffen für Amerika. 2 Bände. Amsterdam: Querido, 1947/1948, 460 S. und 414 S., danach auch unter dem Titel: Die Füchse im Weinberg).